# Ångström Advanced Battery Centre
Ångström Advanced Battery Centre (ÅABC) är en akademisk forskningsmiljö belägen vid Ångströmlaboratoriet vid Uppsala universitet.  Gruppen består av mer än 60 forskare från institutionerna för kemi-, fysik- samt teknikvetenskaper vid Uppsala universitet, vars arbetsfokus ligger på forskning och utveckling av elektrokemisk energilagring.

## Organisation
Centret grundades år 2000 av professor Josh Thomas, och sedan 2009 har miljön letts av professor Kristina Edström. Från 2018 består gruppen av närmare 20 permanentanställda forskare, mer än 10 postdoktorer, ungefär 20 doktorander samt flera studenter.

## Forskning
Centrets forskning kretsar kring framtagning och karaktärisering av material och cellkemier för återuppladdningsbara batterier; i synnerhet Li-jonbatterier. Gruppen studerar material lämpliga för olika komponenter inom elektrokemiska celler: elektroder, separatorer, elektrolyter och olika additiv. Speciell fokus läggs på kristallografiska, elektrokemiska samt ytkemiska studier. Gruppens forskning sträcker sig även till utvecklingen av framtida batteriteknologier, så som litium-luft, litium-svavel, natriumjon-, magnesiumjon- och organiska batterier samt även datorsimuleringar av olika material och celler.